# 岩魚坊主

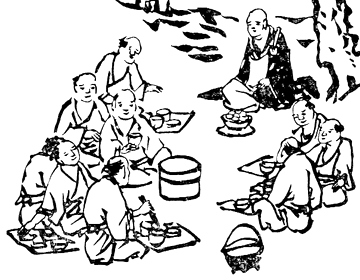
三好想山『想山著聞奇集』より
「イハナ坊主に化たる事」。右上に岩魚の化けた坊主の姿が描かれている。

岩魚坊主（いわなぼうず）は、大きな岩魚が化けた日本の妖怪である。江戸時代の随筆『想山著聞奇集』に美濃国恵那郡（現・岐阜県中津川市・恵那市）の伝承の記述があるほか、福島県や東京都など、日本各地の伝承に登場する。

## 概要
釣り人が川で釣りをしている最中に、一人の坊主が現れて長話に興じる。この近くは寺の土地なので釣りはあまりしないようにと釣り人に注意をするが、釣り人は持っていたご飯を振るまったので、気をよくして坊主は帰って行った。その後、とても大きな岩魚がかかり、持って帰って捌いてみると、腹から坊主に振る舞ったご飯が出てきた。
というような話である。もちろん、地域によって多少話の流れが異なるものの共通点としては、人間が坊主に食べさせたものが魚の腹から出てくるということである。

## 様々なバリエーション

鳥取県境港市・水木しげるロードに設置されている「岩魚坊主」のブロンズ像。

釣り人は一人とは限らず、大勢で釣りを行う場合もある。釣り人の釣り場を聞いて帰っていったが釣り人が釣り場を変えた途端に大きな岩魚がかかるケースなど、釣られないように必死で化けた岩魚で祟ることも無いというケースが多いようである。しかし中には釣れた後死骸から毒気が出て釣り人が死んでしまうという話も存在する。
南会津地方では根流しで大量に魚を捕ろうとするところへ現れた坊主が殺生を戒めるが、坊主が立ち去った後にその漁法で大きなイワナがかかる「イワナの怪」という民話がある。
人間に化けた魚が人間に魚獲りをやめさせようとする話は岩魚に限らず、ヤマメ、ウナギなどの話もあり、沿岸地方ではタラの話もある。多くの場合、これらは年老いた魚が妖怪となったものが多い。全国的にはウナギとする場合が多く、ウナギを水の神、淵の主とする信仰がこの説話の基盤となっており、腹から出た食べ物が赤飯、餅、団子等のハレの日の食物であることからもこれが窺える。また、同様の話は中国や東南アジア等にも分布している。
あるいは、旅の坊主が一夜の宿を借りた次の日、大雨で川が決壊しそうな時に旅の坊主が飛び出していったが、雨がやんでから川を見に行ってみると腹が破れご飯の覗いた大きな岩魚が土手の亀裂に挟まって川の決壊を止めていた、というような村を救った岩魚の話もある。